# 国鉄タム5000形貨車
国鉄タム5000形貨車（こくてつタム5000がたかしゃ）は、かつて日本国有鉄道（国鉄）およびその前身である鉄道省等及び、1987年（昭和62年）4月の国鉄分割民営化後は日本貨物鉄道（JR貨物）に在籍したタンク車である。

## 概要
日本初の塩酸専用輸送車として1938年（昭和13年）6月4日から1968年（昭和43年）6月20日にかけて新潟鐵工所、日本車輌製造、汽車製造、日本鋼管、造機車輌、カテツ交通、日立製作所、三菱重工業、近畿車輛、富士重工業、飯野産業、協三工業にて368両（タム5000 - タム5099、タム6000 - タム6254a、タム6254b、タム6256 - タム6267）が製作または改造編入された15 t積の私有貨車である。
1951年（昭和26年）12月26日から1963年（昭和38年）12月14日にかけてタム100形より8両が三菱重工業、造機車輌、汽車製造にて改造され当形式に編入された。1958年（昭和33年）12月2日にはタム3500形より1両が造機車輌にて改造され当形式に編入された。
| 改造年月日                 | 改造所     | 改造前番号 | 改造後番号 | 廃車年月日                 |
| -------------------------- | ---------- | ---------- | ---------- | -------------------------- |
| 1951年（昭和26年）12月26日 | 造機車輌   | タム1185   | タム5038   | 1968年（昭和43年）9月30日  |
| 1955年（昭和30年）12月2日  | 三菱重工業 | タム1173   | タム6056   | 1977年（昭和52年）1月21日  |
| 1955年（昭和30年）12月2日  | 三菱重工業 | タム1194   | タム6057   | 1968年（昭和43年）9月30日  |
| 1955年（昭和30年）12月2日  | 三菱重工業 | タム1196   | タム6058   | 1966年（昭和41年）1月25日  |
| 1956年（昭和31年）6月8日   | 造機車輌   | タム1157   | タム6102   | 1974年（昭和49年）11月21日 |
| 1958年（昭和33年）2月13日  | 三菱重工業 | タム1190   | タム6135   | 1968年（昭和43年）9月30日  |
| 1958年（昭和33年）10月2日  | 三菱重工業 | タム1197   | タム6154   | 1975年（昭和50年）3月12日  |
| 1958年（昭和33年）12月2日  | 造機車輌   | タム3500   | タム6221   | 1974年（昭和49年）12月27日 |
| 1963年（昭和38年）12月14日 | 汽車製造   | タム174    | タム6251   | 1968年（昭和43年）9月30日  |

形式内改造され改番を伴った車輌が10両存在した。
| 改造年月日                 | 改造所     | 改造前番号 | 改造後番号 | 廃車年月日                 |
| -------------------------- | ---------- | ---------- | ---------- | -------------------------- |
| 1958年（昭和33年）9月15日  | 新潟鐵工所 | タム5047   | タム6175   | 1984年（昭和59年）5月30日  |
| 1958年（昭和33年）9月15日  | 新潟鐵工所 | タム5067   | タム6176   | 1987年（昭和62年）10月27日 |
| 1958年（昭和33年）10月17日 | 新潟鐵工所 | タム5076   | タム6177   |                            |
| 1958年（昭和33年）7月30日  | 新潟鐵工所 | タム5077   | タム6178   | 1987年（昭和62年）7月24日  |
| 1958年（昭和33年）7月30日  | 新潟鐵工所 | タム5092   | タム6179   |                            |
| 1959年（昭和34年）6月17日  | 新潟鐵工所 | タム5029   | タム6185   | 1980年（昭和55年）10月24日 |
| 1959年（昭和34年）6月17日  | 新潟鐵工所 | タム5044   | タム6186   |                            |
| 1959年（昭和34年）6月17日  | 新潟鐵工所 | タム5059   | タム6187   | 1985年（昭和60年）8月10日  |
| 1959年（昭和34年）6月17日  | 新潟鐵工所 | タム5073   | タム6188   |                            |
| 1959年（昭和34年）6月17日  | 新潟鐵工所 | タム6044   | タム6189   |                            |

積荷である塩酸は、金属を腐食する液体のためタンク体内側全面に貨車として初めてゴムライニングコーティングが施された。このため全般検査の工場が指定された。専用種別はその後アミノ酸が追加され「タム」（積載重量14 t - 16 tのタンク車）車として最後（タム車の消滅）まで使用され続けた。一部の車のタンクは波よけ板のない構造であったが特に問題も発生しなかったため、以降製作のタンク車に展開された。
落成当時の所有者は日本曹達、日本皮革、相模海軍工廠、味の素、三谷産業、日栄商会、第一物産、日新興業、北海道醤油資材協同組合、小西安兵衛商店、龍野醤油、大日本セルロイド、筑波化学工業、東亜合成化学工業、曹達商事、昭和電工、東洋曹達工業、鉄興社、新日化産業、大阪曹達、徳山曹達、呉羽化学工業、木曽商店、信越化学工業、旭化成工業、日産化学工業、江戸川化学工業、北海道曹達、十全化学、保土谷化学工業、丸正産業、旭硝子、東信化学工業、日東味の精、住友商事であった。特に味の素所有の本形式は「味タム」という通称が付いていた。
1968年（昭和43年）に4両がタム25000形に改造された。（後述）
塗色は、黒であり、全長は7,800 mm、8,100 mm、全幅は2,530 mm、全高は3,497 mm、軸距は3,800 mm - 4,200 mm、自重は10.0 t - 11.7 t、換算両数は積車2.6、空車1.2、最高運転速度は75 km/h、車軸は12 t長軸であった。長期にわたり製造されているため細部に相違がある。タンク形状、台枠、タンク帯の位置、タンク台梁、はしご、手すりの形状などにみられる。
1987年（昭和62年）4月の国鉄分割民営化時には146両がJR貨物に継承され、2005年（平成17年）6月に最後まで在籍した7両が廃車になり形式消滅した。

## 年度別製造数
各年度による製造会社と両数は次のとおりである。
- 昭和13年度 - 2両
  - 新潟鐵工所 2両 （タム5000 - タム5001）
- 昭和15年度 - 2両
  - 新潟鐵工所 2両 （タム5002 - タム5003）
- 昭和18年度 - 6両
  - 日本車輌製造 6両 （タム5004 - タム5009）
- 昭和25年度 - 16両
  - 汽車製造 4両 （タム5010 - タム5011、タム5015 - タム5016）
  - 新潟鐵工所 6両 （タム5012、タム5017 - タム5021）
  - 日本鋼管 3両 （タム5013 - タム5014、タム5025）
  - 造機車輌 1両 （タム5022）
  - カテツ交通 2両 （タム5023 - タム5024）
- 昭和26年度 - 13両
  - 汽車製造 6両 （タム5026、タム5032 - タム5033、タム5035 - タム5037）
  - 新潟鐵工所 1両 （タム5027）
  - 造機車輌 6両 （タム5028 - タム5031、タム5034、タム5038）
- 昭和27年度 - 39両
  - 造機車輌 2両 （タム5039 - タム5040）
  - 新潟鐵工所 11両 （タム5041 - タム5042、タム5054 - タム5056、タム5065 - タム5070）
  - 汽車製造 24両 （タム5043 - タム5044、タム5047 - タム5053、タム5057 - タム5064、タム5071 - タム5077）
  - 日立製作所 2両 （タム5045 - タム5046）
- 昭和28年度 - 29両
  - 日立製作所 2両 （タム5078、タム6003）
  - 汽車製造 14両 （タム5079 - タム5084、タム5094 - タム5098、タム6000 - タム6002）
  - 新潟鐵工所 11両 （タム5085 - タム5093、タム6006 - タム6007）
  - 三菱重工業 1両 （タム6004）
  - 日本車輌製造 1両 （タム6005）
- 昭和29年度 - 45両
  - 造機車輌 2両 （タム5099、タム6026）
  - 新潟鐵工所 11両 （タム6008 - タム6013、タム6035 - タム6039）
  - 汽車製造 17両 （タム6014 - タム6025、タム6030 - タム6034）
  - 三菱重工業 3両 （タム6027 - タム6029）
  - 日本車輌製造 5両 （タム6040 - タム6044）
  - 近畿車輛 5両 （タム6045 - タム6049）
  - 日立製作所 2両 （タム6050 - タム6051）
- 昭和30年度 - 38両
  - 造機車輌 2両 （タム6052 - タム6053）
  - 日立製作所 1両 （タム6054）
  - 日本車輌製造 9両 （タム6055、タム6069 - タム6076）
  - 三菱重工業 3両 （タム6056 - タム6058）
  - 新潟鐵工所 5両 （タム6059 - タム6063）
  - 汽車製造 8両 （タム6079 - タム6086）
  - 近畿車輛 10両 （タム6089 - タム6098）
- 昭和31年度 - 48両
  - 日本車輌製造 2両 （タム6077 - タム6078）
  - 富士重工業 2両 （タム6099 - タム6100）
  - 造機車輌 2両 （タム6101 - タム6102）
  - 日本車輌製造 6両 （タム6103 - タム6108）
  - 新潟鐵工所 20両 （タム6064 - タム6068、タム6109 - タム6123）
  - 近畿車輛 4両 （タム6124 - タム6127）
  - 汽車製造 10両 （タム6087 - タム6088、タム6128 - タム6133、タム6136 - タム6137）
  - 日立製作所 1両 （タム6134）
  - 三菱重工業 1両 （タム6135）
- 昭和32年度 - 37両
  - 三菱重工業 3両 （タム6135、タム6138、タム6154）
  - 日本車輌製造 10両 （タム6139 - タム6148）
  - 新潟鐵工所 5両 （タム6149 - タム6153）
  - 近畿車輛 5両 （タム6155 - タム6159）
  - 汽車製造 10両 （タム6160 - タム6169）
  - 日立製作所 4両 （タム6170 - タム6173）
- 昭和33年度 - 10両
  - 日立製作所 3両 （タム6174、タム6180、タム6182）
  - 新潟鐵工所 5両 （タム6175 - タム6179）
  - 三菱重工業 1両 （タム6181）
  - 造機車輌 1両 （タム6183）
- 昭和34年度 - 16両
  - 三菱重工業 2両 （タム6184、タム6195）
  - 新潟鐵工所 5両 （タム6185 - タム6189）
  - 飯野産業 3両 （タム6190 - タム6191、タム6197）
  - 造機車輌 5両 （タム6192 - タム6194、タム6196、タム6199）
  - 汽車製造 1両 （タム6198）
- 昭和35年度 - 22両
  - 日立製作所 1両 （タム6200）
  - 汽車製造 6両 （タム6201、タム6204 - タム6208）
  - 造機車輌 2両 （タム6202、タム6221）
  - 富士重工業 1両 （タム6203）
  - 新潟鐵工所 4両 （タム6209 - タム6212）
  - 日本車輌製造 5両 （タム6213 - タム6217）
  - 三菱重工業 3両 （タム6218 - タム6220）
- 昭和36年度 - 26両
  - 造機車輌 8両 （タム6222- タム6224、タム6228 - タム6230、タム6246 - タム6247）
  - 三菱重工業 3両 （タム6225 - タム6227）
  - 汽車製造 2両 （タム6231 - タム6232）
  - 新潟鐵工所 2両 （タム6233 - タム6234）
  - 日本車輌製造 11両 （タム6235 - タム6245）
- 昭和37年度 - 1両
  - 協三工業 1両 （タム6248）
- 昭和38年度 - 3両
  - 富士重工業 1両 （タム6249 - タム6250）
  - 汽車製造 1両 （タム6251）
  - 造機車輌 1両 （タム6252）
- 昭和39年度 - 4両
  - 富士重工業 3両 （タム6253、タム6254b、タム6256）
  - 造機車輌 1両 （タム6254a）
    - タム6254は二車現存のためaとbで区別する。その代わりタム6255は欠番とした。
- 昭和40年度 - 3両
  - 三菱重工業 2両 （タム6257 - タム6258）
  - 造機車輌 1両 （タム6259）
- 昭和41年度 - 1両
  - 汽車製造 1両 （タム6260）
- 昭和42年度 - 1両
  - 汽車製造 1両 （タム6261）
- 昭和43年度 - 6両
  - 富士重工業 5両 （タム6262 - タム6266）
  - 日本車輌製造 1両 （タム6267）

## 他形式への改造

### タム25000形
タム25000形は塩酸専用の15 t積みタンク私有貨車である。
当初タム5000形の軸ばね支持装置は一段リンク式であったが、貨物列車の最高速度引き上げが行われた1968年（昭和43年）10月1日ダイヤ改正対応のため、大半の車は二段リンク式に改造したが、4両の未改造の車が残り区別のため別形式とした。改造内容は標記類の書き換え以外なにもなく、むしろ当形式の方が本来のタム5000形ともいえる。
運用上速度指定65 km/h識別のための黄1号の帯を巻かれ、通常ならば「ロタム」となるべきところ「ロ」を丸でかこんだ通称「マルロ」と標記された。「マルロ」の意味は北海道内専用、速度指定65 km/h車の意味である。北海道内専用の徹底を図るため黄色文字で「道外禁止」と標記した。
落成当時の所有者は旭川塩酸販売（タム25018、近文駅常備）、北海道曹達株式会社（タム25020 - タム25021、幌別駅常備）、曹達商事（タム25030、幌別駅常備）であり、生涯変更されることはなかった。
改造前の車番と改造後の車番の関係は次のとおりである。（現番号+20000）
- タム5018 → タム25018
- タム5020 → タム25020
- タム5021 → タム25021
- タム5030 → タム25030

1981年（昭和56年）2月25日に最後まで在籍した車（タム25020、タム25021）が廃車になり形式消滅した。
塗色は、黒であり、全長は7,800 mm、軸距は4,000 mm、自重は11.7 t、換算両数は積車2.6、空車1.2、最高運転速度は65 km/h、車軸は12 t長軸であった。